# Gaspar de la Serna y Pelegero
Gaspar de la Serna y Pelegero (Vélez-Rubio, Reino de Granada, 19 de junio de 1817 - ¿?, 1895), III barón del Sacro Lirio, fue un magistrado y político español.

## Biografía
Hijo de Agustín-José de la Serna y Fuente, vizconde de Gracia Real, y de Rita Pelegero y Deza. Estuvo casado con Isabel Rosa López de la Hoz, y tuvieron como hijo a Agustín de la Serna y López de la Hoz.
Sucedió a su tío Vicente Pelegero en la baronía del Sacro Lirio. Era maestrante de Ronda, y fue nombrado caballero de la orden de Santiago en 1882.
Fue juez de primera instancia en Hellín, magistrado de las audiencias de Palma de Mallorca y Barcelona, y presidente de la Sala de la Audiencia de Madrid. En 1882 fue nombrado decano del Tribunal metropolitano de las Órdenes militares y presidente de su Consejo. Militó en el partido Liberal de Práxedes Mateo Sagasta, y entre 1886 y 1890 ocupó el cargo de senador electo por la provincia de Almería. En 1890 se jubiló del cargo de decano del Tribunal de Órdenes. Falleció en 1895.